# Steve Nieve
Steve Nieve, né Stephen John Nason à Londres le 19 février 1958, est un pianiste britannique reconnu pour avoir été pendant près de quarante ans le pianiste d'Elvis Costello & The Attractions. 

Il a également collaboré avec de nombreux musiciens comme Morrissey, David Bowie, Squeeze, Robert Wyatt, Cali et Daniel Darc sur l'album Amours suprêmes. 

Steve Nieve publie un album solo, Mumu, en 2001. La même année, il accompagne Vanessa Paradis au piano sur la tournée Bliss Tour. 

Il a composé de nombreuses musiques de film dont celle de Sans plomb de Muriel Teodori, avec Elvis Costello, Emma de Caunes et Éric Caravaca, en 2000 ; et d'autres encore comme Le bleu de Villes, Le Passager, L'annulaire, et Désaccord Parfait en 2006.
Il a composé avec Muriel Teodori sa compagne, l'opéra Welcome to the Voice, sorti chez Deutsche Grammophon en 2007 et unit des voix et des musiciens venus d'horizons différents tels que Barbara Bonney, Sting, Elvis Costello, Robert Wyatt, Marc Ribot.
Cet opéra a été monté à Paris, au Théâtre du Châtelet, en novembre 2008 avec l'Ensemble orchestral de Paris dirigé par le chef d'orchestre viennois Wolfgang Doerner.
En 2013, Steve Nieve publie un album de duos ToGetHer avec notamment Elvis Costello, Sting, Robert Wyatt, Vanessa Paradis, Laurie Anderson, Alain Chamfort, Ron Sexsmith, Cali, etc.